# Гарро Гардер
Гарро Гардер (нім. Harro Harder; 28 листопада 1912, Фрайбург-ін-Шлесіен — 12 серпня 1940, Ла-Манш) — німецький льотчик-ас, гауптман люфтваффе.
Третій за результативністю ас Громадянської війни в Іспанії після Вернера Мьольдерса і Вольфганга Шелльманна.

## Біографія
В 1933 році поступив на службу в рейхсвер. В кінці 1936 року вступив у легіон Кондор. 4 січня 1937 року здобув свою першу перемогу: збив радянський винищувач І-16. З 6 квітня по 18 грудня 1937 року — командир 1-ї ескадрильї 88-ї винищувальної ескадри, після чого був відкликаний в Німеччину і призначений командиром 2-ї ескадрильї навчальної ескадри, щоб передати свій досвід майбутнім льотчикам. В квітні 1938 року був ненадовго відправлений в Іспанію для випробування нового винищувача Heinkel He 112.
Учасник Польської кампанії, під час якої добув свою першу перемогу в Другій світовій війні — польський винищувач PZL P.11. З 15 жовтня 1939 року — командир групи в льотній школі Вернойхена. З 21 червня по 24 липня 1940 року — командир 2-ї групи 52-ї винищувальної ескадри. З 25 липня 1940 року — командир 3-ї групи 53-ї винищувальної ескадри. 12 серпня його літак був збитий британським винищувачем Supermarine Spitfire над Ла-Маншем.
Всього за час бойових дій Гардер збив 22 ворожих літаки, з них 11 — в Іспанії.

## Нагороди
- Нагрудний знак пілота
- Медаль «За вислугу років у Вермахті» 4-го класу (4 роки)
- Медаль «За Іспанську кампанію» (Іспанія)
- Іспанський хрест в золоті з мечами та діамантами
- Залізний хрест
  - 2-го класу (1939)
  - 1-го класу (1940)